# Пардо, Тамир
Тами́р Па́рдо (ивр. תמיר פרדו‎; также Тами́р Дин-Па́рдо (ивр. תמיר דין פרדו‎); род. 24 марта 1953, Иерусалим, Израиль) — директор службы внешней разведки Израиля «Моссад» с января 2011 по январь 2016 года.

## Биография
Пардо родился в 1953 году в Иерусалиме в семье выходцев из Турции и Сербии, соблюдавших еврейские религиозные традиции.

### Служба в армии и «Моссаде»
В 1971 году Пардо был призван на службу в Армии обороны Израиля. Поступил на службу в спецподразделении «Сайерет Маткаль», в ту пору под командованием Гиоры Зореа, в качестве связиста, затем исполнял должность начальника связи подразделения, в ту пору под командованием Йони Нетаньяху. В этой должности в качестве связиста командного звена принял участие в операции «Энтеббе» по освобождению взятых в заложники пассажиров самолёта компании Air France в аэропорту Энтеббе в Уганде. Затем служил в спецподразделении «Шальдаг», став первым начальником связи подразделения. Окончил военную службу в 1978 году в звании капитана.
В 1979 году Пардо поступил на службу в «Моссад». Начиная с 1988 года, исполнял ряд командных должностей, связанных, в основном, с технологической сферой деятельности «Моссада». Помимо прочего, командовал Управлением электронной разведки «Моссада» — «Невиот».
После вступления Меира Дагана на пост директора «Моссада» в 2002 году Пардо стал заместителем Дагана наравне с дополнительным заместителем, Хагаем Хадасом, который однако покинул организацию вскоре после этого. В данной должности Пардо, имевший на предыдущих постах в организации ограниченный опыт деятельности в сфере агентурной разведки, возглавил созданный Даганом оперативный штаб «Моссада», объединяющий оперативные управления «Моссада», ответственные за спецоперации, агентурную и технологическую деятельность.
В 2006 году временно перешёл в Армию обороны Израиля, сначала на должность инструктора в Колледже национальной безопасности армии, а затем на должность особого советника по спецоперациям в Генштабе армии. Сообщалось, что в последней должности тесно сотрудничал с Командующим Северным военным округом генерал-майором Гади Айзенкотом и помощником главы Оперативного отдела Генштаба по специальным операциям генерал-майором Талем Руссо и, помимо прочего, участвовал в планировании и координации ряда спецопераций на территории Ливана, включая рейд на Баальбек 2 августа 2006 года. Армейским званием Пардо было звание бригадного генерала (тат-алуф).
В 2007 году вновь занял пост заместителя директора «Моссада». Возвращение на должность было связано с отстранением от должности преемника Пардо на посту заместителя директора организации, Нафтали Гранота, заподозренного в несанкционированной передаче информации в прессу.
В июне 2009 года Пардо вышел в отставку. Выход в отставку был вызван дополнительным продлением каденции Дагана, несмотря на ожидания Пардо сменить Дагана на посту директора «Моссада».
После выхода в отставку Пардо занялся частным бизнесом. Помимо прочего, сотрудничал с израильским бизнесменом Ноамом Ланиром в сфере продажи медицинских услуг израильских клиник по интернету; содержал также собственную консалтинговую компанию.
29 ноября 2010 года премьер-министр Израиля Биньямин Нетаньяху объявил о своём решении назначить Пардо на пост директора «Моссада» по истечении срока каденции Меира Дагана в январе 2011 года. Решение было утверждено правительством Израиля на заседании 5 ноября 2010 года. Пардо вступил на пост 6 января 2011 года.
Уже за первые полгода на посту Пардо произвёл обширные кадровые перестановки в организации, сменив, помимо прочего, главу Управления спецопераций «Кейсария», главу Управления электронной разведки «Невиот», главу Управления по внешним отношениям «Тевель», главу Разведывательного управления и главу Управления личного состава.
Первостепенной задачей «Моссада» в период управления Пардо было противостояние угрозе иранской ядерной программы, включая подготовку к возможной атаке иранских ядерных объектов. Пардо также приложил значительные усилия к развитию деятельности организации в сфере противостояния противникам Израиля в кибернетическом пространстве.
6 января 2016 года Пардо передал управление «Моссадом» своему преемнику Йоси Коэну и вышел в отставку.

### После выхода в отставку
После выхода в отставку Пардо занялся бизнесом. Помимо прочего, учредил и возглавил в должности президента израильскую компанию XM Cyber, предоставляющую платформу для обучения противостоянию атакам в кибернетическом пространстве. В ноябре 2021 года компания XM Cyber была продана немецкой Schwarz Gruppe за 700 миллионов долларов.
Также учредил и возглавил в должности председателя совета директоров израильскую инвестиционную компанию Other Sources Energy Group (OSEG), а также созданный этой компанией совместно с гонконгской энергетической корпорацией CLP Group инвестиционный фонд CLP-OSEG. Также возглавляет советы директоров израильских компаний Shizim VS и G-ILS Transportation (StarGo) и входит в консультационный совет израильской компании Nanolock Security. До начала 2022 года в течение четырёх лет возглавлял также совет директоров израильской компании Cyber Sepio Systems.
Пардо также входит в состав советов директоров израильских благотворительных организаций Hexa Foundation и Beyond the Horizon — Win-Win Inclusion for the Autistic Spectrum («Ме-эвер ла-офек») и в консультационный совет американской некоммерческой организации United Against Nuclear Iran (UANI). Также входит в состав членов израильской некоммерческой организации The Stef Foundation.
В мае 2022 года Пардо был удостоен звания «Рыцарь качественной власти» (ивр. אביר איכות השלטון‎), присваиваемого израильской некоммерческой организацией «Движение за качественную власть в Израиле».
В 2022 году Пардо также присоединился в качестве научного сотрудника (ивр. עמית מחקר‎) и соруководителя геополитического отделения к Институту политики еврейского народа (JPPI).
В 2023 году Пардо участвовал в протестной деятельности против судебной реформы в Израиле, задуманной правительством под руководством Биньямина Нетаньяху; в июле 2023 года вместе с рядом других бывших руководителей силовых структур Израиля он подписал коллективное письмо в поддержку израильских резервистов, отказывающихся выходить на службу в знак протеста против реформы.
Пардо также высказывался с резкой критикой правительства Нетаньяху, сравнив радикальные правые партии, вошедшие в правительственную коалицию, с «Ку-клукс-кланом». Пардо также приравнивал правовой режим, осуществляемый Израилем на Запaдном берегу реки Иордан, к апартеиду.

### Образование и личная жизнь
Обладает степенью бакалавра Тель-Авивского университета в области политологии и истории.
Проживает в общинном поселении Нирит на равнине Шарон.
Женат на Омрит Дин-Пардо, отец двух детей (сын Йонатан и дочь).

## Публикации
- תמיר פרדו סיפוח השטחים יהיה חלום בלהות ביטחוני (Тамир Пардо, «Аннексия территорий станет кошмаром с точки зрения безопасности»), Ynet (29.5.19) (Архивная копия от 12 июня 2022 на Wayback Machine) (иврит)
- תמיר פרדו כך קבע נתניהו את נקודת הפתיחה במו"מ עתידי הארץ, 6.2.20 (Тамир Пардо, «Так Нетаньяху определил начальную позицию для будущих переговоров», «Га-Арец» (6.2.20)) (Архивировано 10 декабря 2022 года.) (иврит) (также в переводе на английский на сайте организации «Командиры за безопасность Израиля» (Архивная копия от 20 июня 2020 на Wayback Machine)) (англ.)
- תמיר פרדו גל הסתה לאור יום נגד הערבים בישראל (Тамир Пардо, «Волна подстрекательства при свете дня против арабов в Израиле»), Ynet (12.3.20) (Архивная копия от 12 июня 2022 на Wayback Machine) (иврит)
- תמיר פרדו זה לא רק איראן והסיפוח. לישראל פשוט אין אסטרטגיה (Тамир Пардо, «Это не только Иран и аннексия. У Израиля просто нет стратегии»), Ynet (1.3.21) (Архивная копия от 1 марта 2021 на Wayback Machine) (иврит)
- תמיר פרדו לישראל אין גבול מדיני. וגם הגבול המוסרי טושטש (Тамир Пардо, «У Израиля нет государственной границы. Да и моральные границы подстёрлись»), Ynet (9.6.22) (Архивная копия от 9 июня 2022 на Wayback Machine) (иврит)
- תמיר פרדו שיקולים מוסריים במדיניות חוץ והכשל המוסרי הישראלי המכון למדיניות העם היהודי, 22.6.22 (Тамир Пардо, «Моральные соображения во внешней политике и израильский моральный провал», Институт политики еврейского народа (22.6.22)) (Архивная копия от 25 ноября 2022 на Wayback Machine) (иврит) (также в переводе на английский (Архивная копия от 25 ноября 2022 на Wayback Machine)) (англ.)
- תמיר פרדו אדוני ראש הממשלה, ביטחון ישראל אינו משחק: פיטרת את גלנט, או חזרת בך (Тамир Пардо, «Господин премьер-министр! Безопасность Израиля — это не игра: Вы уволили Галанта или передумали?»), N12 (29.3.23) (Архивная копия от 30 марта 2023 на Wayback Machine) (иврит)
- תמיר פרדו המלחמה לא שינתה דבר: ישראל עדיין על מסלול ההרס של נתניהו (Тамир Пардо, «Война ничего не изменила: Израиль до сих пор находится на пути разрушения, созданном Нетаньяху»), N12 (3.1.24) (Архивная копия от 29 мая 2024 на Wayback Machine) (иврит)
- תמיר פרדו הכול היה ברור מהרגע הראשון (Тамир Пардо, «Всё было ясно с первого момента»), N12 (11.7.24) (Архивная копия от 16 июля 2024 на Wayback Machine) (иврит)
- תמיר פרדו המלחמה בצפון היא מלחמה בלבנון (Тамир Пардо, «Война на севере — это война в Ливане»), N12 (29.9.24) (Архивная копия от 29 сентября 2024 на Wayback Machine) (иврит)
- תמיר פרדו הליטאני לא יספק לנו ביטחון (Тамир Пардо, «Литани не будет достаточно для обороны»), N12 (27.10.24) (Архивная копия от 11 ноября 2024 на Wayback Machine) (иврит)